# Loricaria spinulifera
Loricaria spinulifera är en fiskart som beskrevs av Thomas och Rapp Py-daniel 2008. Loricaria spinulifera ingår i släktet Loricaria och familjen Loricariidae. Inga underarter finns listade i Catalogue of Life.